# Nyálmirigy

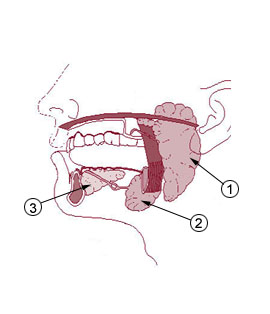
Nyálmirigyek

A klasszikus definíció szerint: a nyálmirigy olyan külső elválasztású mirigy, melynek kivezetőcsöve a szájüregbe torkollik. Ma már tudjuk, hogy a nyálmirigyek több olyan anyagot is termelnek (pl. epidermiális növekedési faktort), melyek belső elválasztású úton kerülnek kiválasztásra, így nem tekinthetjük a nyálmirigyeket egyértelműen külső elválasztású mirigynek, helyesen: külső és belső elválasztású vegyes mirigyek.

## Számuk, elhelyezkedésük, feladatuk
A nyálmirigyeket nagy és kis nyálmirigyekre csoportosíthatjuk. Négy pár nagy nyálmirigyet különböztetünk meg: (1) fültőmirigy, (2) állkapocs alatti mirigy, (3) nyelv alatti mirigy, 4. orrgarati mirigy.. A kis nyálmirigyek elszórtan találhatók a szájüregben.
1. Fültőmirigy (glandula parotis) a szájüregi nyálmirigyek legnagyobbika. Az arc külső (bőralatti) felszínén mutatkozó felületes része voltaképpen a mirigynek csupán kisebb része, a nagyobb (mély) része az állkapocs mögötti árokban foglal helyet. A fültőmirigy erős izompólyába zárva az állkapocs mögötti árokban izmok által körülfogott valóságos fészekben foglal helyet, amelynek elülső falát a rágóizom, az állkapocs felhágó ága képezik. Belülről a fészket a halántékcsontról eredő három izom határolja. A fészket hátulról a csecsnyúlványhoz tapadó izom zárja le. Átfúrja az arcideg (VII. agyideg), a mirigyben oszlik két ágra az arteria carotis externa. Szövettani szerkezete: tisztán serosus nyálmirigy, szűk lumenű savós végkamrákkal, a mirigyben számos elszórt zsírsejtcsoporttal.
2. Állkapocs alatti mirigy (glandula submandibularis). 7-8 g tömegű kötőszöveti sövényekkel lebenyekre osztott szerv az állkapocs alatti háromszögű teret kitölti. Átfúrja az arteria facialis, a nervus lingualis. Szövettani szerkezete: az állkapocs alatti mirigy kevert nyálmirigy, szűk lumenű végkamrákkal. A végkamrák többsége tisztán serosus. Csak kevés végkamrának a kivezetőcső felé eső része jellemző mucinosus szerkezetű. Ilyenkor a serosus rész a végkamra végrészének félgömbszerű végét alkotja; metszeten félhold alakú (Gianuzzi-félholdak).
3. Nyelv alatti mirigy (glandula sublingualis). Oldalirányban összenyomott csepp alakú mirigy, amelynek vékonyabb „farka” hátrafelé nyúlik, elülső tompa vége gyakran külön lebenyt képez. A kétoldali mirigy két elülső vaskosabb vége a nyelvcsúcs alatt csaknem találkozik a középvonalban. Együtt a két mirigy patkó alakú. A mirigyek a szájfenék izomzatán nyugszanak, felülről a szájfenék nyálkahártyája borítja, ezen a mirigy a szájfenéken jól látható redőt képez. A mirigy apró kivezetőcsövei a redő élén elhelyezkedő kis pontsorban nyílnak. Csupán a mediális tompa végének megfelelő nagyobb lebenynek van egy nagyobb egységes kivezetőcsöve, mely a mirigy mediális oldalán előrefutó állkapocs alatti mirigy kivezetőcsövével együtt nyílik a nyelv alatti szemölcsön. Szövettani szerkezete: kevert nyálmirigy erős mucinosus túlsúllyal. Egyes részeiben alig találni serosus végkamrát, más részeiben a serosus végkamrák a mirigyszövet felét is kitehetik.
Nemrégiben egy negyedik fő nyálmirigyet azonosítottak, mely az orrgaratban hátul található, főleg nyálkamirigyekkel együtt, melyek az oldalsó hátsó garat falába torkollnak.
A nyálmirigyek komplex folyadékot, nyálat termelnek, melynek védő funkciói és táplálkozással összefüggő szerepe van. A nyál védő szerepe: nedvesítés, baktérium ellenes hatás, a nyálkahártya integritásának védelme, tisztítás, pufferolás, remineralizáció (fogszuvasodás elleni védelem). Táplálkozással, beszéddel összefüggő feladatok: táplálék előkészítése, ízlelés, beszéd, emésztés.

## Nyálmirigybetegségek
A nyálmirigybetegségeket a következő csoportokba sorolhatjuk: fejlődési rendellenességek, a nyáltermelés eltérései, nyálmirigy-gyulladások, nyálkő, nyálmirigy ciszták, nyálmirigy daganatok.
A nyálmirigyek fejlődési rendellenességei ritkák. Nyálmirigy teljes hiánya igen ritka. Valamennyi nyálmirigy hiánya teljes szájszárazságot idéz elő és a fogak gyors elvesztését vonja maga után. Egy nyálmirigy fejlődésben visszamaradását vagy hiányát a többi mirigy kompenzálja.
A nyálmirigybetegségek közül a leggyakoribbak a nyáltermelés eltérései, ezen belül is az alultermelés, azaz a szájszárazság. A szájszárazság az egyik leggyakoribb tünete a nyálmirigyek nem kielégítő működésének. A nyugalmi nyáltermelés 0,3 ml/perc, ha ennél kevesebb az elválasztás, akkor szájszárazságról beszélünk. Ilyenkor a nyál nem tudja védő funkcióját betölteni, a nyálkahártya berepedezik, ami behatolási kaput jelent a kórokozók számára, s ennek következménye gyulladás lehet. A szájszárazságnak lehetnek a nyálmirigybetegségeken kívül lehetnek általános okai is (hasmenés, hányás, másnaposság stb.), ezek viszonylag hamar rendezhetők folyadékbevitellel. Amennyiben a szájszárazságot valamilyen akut vagy krónikus nyálbetegség idézi elő, akkor a nyálat az alapbetegség meggyógyításáig műnyállal pótolni kell.
A nyáltermelés másik eltérése a fokozott nyáltermelés. Alapvető okai a központi idegrendszert érintő tényezők, és a reflexes nyálelválasztást kiváltó szájüregi okok. Általában a szájüreg akut gyulladásai (pl. herpesz, afta stb.) és helytelenül elkészített fogsorok váltják ki. Előfordulhat még mérgezés esetén is.

## Diagnosztika
A nyálmirigybetegségek pontos meghatározásában, elkülönítésében, továbbá kezelésében több diagnosztikai módszer segíti az orvost.
- Klinikai anamnézis: a kórtörténet kikérdezése, leginkább a fájdalom, a nyáltermelés, az ízlelési zavarok vonatkozásában.
- Fizikális vizsgálat: fájdalom, duzzanat, tömörség megállapítása tapintással.
- Röntgenvizsgálat, ezen belül a sialográfia: a nyálmirigyek kontrasztanyaggal való feltöltése utáni röntgenfelvétel elkészítését jelenti.
- Szcintigráfia: a nyálmirigy szcintigráfia lényege, hogy radioizotóp (Tc-99m-mel jelzett nátrium-pertechnetát) intravénás bejuttatása után mérik gamma kamerával az izotóp dúsulását és kiválasztását a nyálmirigyekben.[5]
- Az ultrahang vizsgálat fő alkalmazási területe a nagy nyálmirigyek cisztás (folyadék tartalmú) elváltozásainak a tömör daganatoktól való elkülönítése.
- Komputertomográfia (CT): indikációja a nyálmirigyen belüli szövetszaporulat pontos megállapítása.
- Mágneses rezonancia (MRI): kiválóan alkalmazható a nyálmirigyen belüli tumorok számának és kiterjedésének megállapítására.
- Sialometria: a nyál mennyiségének meghatározása.
- Sialokémia: a nyálösszetevők analízise.
- Biopszia: a nyálmirigyekből való szövettani mintavétel patológiai vizsgálat céljából.